# Districtul Magura
Magura este un district (diviziune de gradul II) al statului Bangladesh, al cărei reședință este Magura. Are o populație de 811.160 locuitori și o suprafață de 1049 km2. Aparține diviziunii Khulna (diviziune de gradul I).

## Subdiviziuni
Acest district este divizat în 4 subdiviziuni (upazila):
- Magura Sadar
- Mohammadpur
- Salikha
- Sreepur